# Chrono champenois-Trophée européen 2014
La 25e édition du Chrono Champenois-Trophée Européen a eu lieu le 14 septembre 2014. La course fait partie du calendrier international féminin UCI 2014 en catégorie 1.1. Elle est remportée par l'Ukrainienne Hanna Solovey.

## Classements

### Classement final
| \| Classement général \| Classement général \| Classement général \| Classement général \| Classement général \| \| Coureur \| Coureur \| Pays \| Équipe \| Temps \| \| ------------------ \| ----------------------- \| ------------------ \| -------------------- \| ------------------ \| \| 1re \| Hanna Solovey \| Ukraine \| \| 45 min 27 s \| \| 2e \| Ellen van Dijk \| Pays-Bas \| Boels Dolmans \| + 9 s \| \| 3e \| Katrin Garfoot \| Australie \| Orica-AIS \| + 28 s \| \| 4e \| Ann-Sophie Duyck \| Belgique \| Autoglas Wetteren \| + 30 s \| \| 5e \| Alison Tetrick \| États-Unis \| Forno d’Asolo-Astute \| + 38 s \| \| 6e \| Audrey Cordon \| France \| Hitec Products \| + 1 min 22 s \| \| 7e \| Elisa Longo Borghini \| Italie \| Hitec Products \| + 1 min 43 s \| \| 8e \| Felicity Wardlaw \| Australie \| \| + 2 min 02 s \| \| 9e \| Cecilie Gotaas Johnsen \| Norvège \| Hitec Products \| + 2 min 09 s \| \| 10e \| Alexandra Burtschenkowa \| Russie \| RusVelo \| + 2 min 11 s \| |                         |            |                      |              |
| |                         |            |                      |              |
| Source : Cycling Quotient |                         |            |                      |              |
| Classement général |                         |            |                      |              |
| Coureur | Coureur                 | Pays       | Équipe               | Temps        |
| 1re | Hanna Solovey           | Ukraine    |                      | 45 min 27 s  |
| 2e | Ellen van Dijk          | Pays-Bas   | Boels Dolmans        | + 9 s        |
| 3e | Katrin Garfoot          | Australie  | Orica-AIS            | + 28 s       |
| 4e | Ann-Sophie Duyck        | Belgique   | Autoglas Wetteren    | + 30 s       |
| 5e | Alison Tetrick          | États-Unis | Forno d’Asolo-Astute | + 38 s       |
| 6e | Audrey Cordon           | France     | Hitec Products       | + 1 min 22 s |
| 7e | Elisa Longo Borghini    | Italie     | Hitec Products       | + 1 min 43 s |
| 8e | Felicity Wardlaw        | Australie  |                      | + 2 min 02 s |
| 9e | Cecilie Gotaas Johnsen  | Norvège    | Hitec Products       | + 2 min 09 s |
| 10e | Alexandra Burtschenkowa | Russie     | RusVelo              | + 2 min 11 s |